# Apple M3
Apple M3 — серия систем на кристалле ARM-архитектуры компании Apple из серии Apple silicon, представленная 30 октября 2023 года, и используемая в ноутбуках MacBook Pro и настольных моноблоках iMac, производится контрактным производителем TSMC на новом поколении 3-нанометрового техпроцесса и содержит от 25 до 92 млрд транзисторов.

## Архитектура
Базовый кристалл Apple M3 имеет восемь процессорных ядер: четыре высокопроизводительных ядра «Everest» и четыре ядра низкого энергопотребления «Sawtooth». Это сочетание позволяет оптимизировать энергопотребление. Apple утверждает, что ядра низкого энергопотребления используют одну десятую мощности высокопроизводительных.
Этот чип также содержат 8 или 10 графических ядер значительно переработанного и улучшенного проприетарного GPU с аппаратной трассировкой лучей, и 16-ядерный улучшенный нейронный движок.
Новый процессор Apple M3 поддерживает до 24 Гбайт объединенной памяти (ОЗУ + Видеопамять), и один внешний дисплей (в дополнение к встроенному в iMac и MacBook). Сам чип содержит 25 млрд транзисторов — на 5 млрд больше, чем чип предыдущего поколения Apple M2.
По заявлениям Apple, чип M3 на 35 % превосходит чип Apple M1 по производительности CPU. А 10-ядерный графический процессор с архитектурой нового поколения на 65 % быстрее, чем графика в чипе Apple M1. Также на тесте в Geekbench чип Apple M3 получил 3076 очков в одноядерном и 11694 очка в многоядерном режиме, что мощнее Apple M2 примерно на 18 %.

## Развитие семейства чипов Apple M3

### Apple M3 Pro
Apple M3 Pro — чип, выполненный по улучшенному 3-нанометровому технопроцессу TSMC (N3B) и содержащий до 11 или 12 процессорных ядер (5 или 6 производительных и 6 энергоэффективных), до 18 графических ядер, и 16-ядерный нейронный движок. Пропускная способность объединённой памяти была понижена до 150 Гбайт/с, что на 25 % меньше, чем у M2 Pro.
Процессор Apple M3 Pro поддерживает до 36 Гбайт объединенной памяти (ОЗУ + Видеопамять), и сам чип содержит 37 млрд транзисторов.
Apple заявляет о 20 % приросте мощности CPU, 30 % приросте мощности GPU и 40 % приросте мощности нейронного движка по сравнению с M1 Pro.

### Apple M3 Max
Apple M3 Max — чип, выполненный по улучшенному 3-нанометровому технопроцессу TSMC (N3B) и содержащий 14 или 16 процессорных ядер (10 или 12 производительных и 4 энергоэффективных), до 40 графических ядер, и 16-ядерный нейронный движок. Пропускная способность объединённой памяти составляет 400 Гбайт/с.
Процессор Apple M3 Max поддерживает до 128 Гбайт объединенной памяти (ОЗУ + Видеопамять), и сам чип содержит 92 млрд транзисторов.
Apple заявляет о 40 % приросте мощности CPU, и 80 % приросте мощности GPU, и 60 % приросте мощности нейронного движка по сравнению с M1 Max.

### Apple M3 Ultra
Apple M3 Ultra — самый быстрый чип в истории Mac (на март 2025 года), содержащий 28 или 32 процессорных ядер (20 или 24 производительных и 8 энергоэффективных), до 80 графических ядер, и 32-ядерный нейронный движок. Пропускная способность объединённой памяти составляет 819 Гбайт/с.
Этот чип предлагает выделенные аппаратно-активированные движки кодирования и декодирования видео H.264, HEVC и четыре ProRes, что позволяет M3 Ultra воспроизводить до 22 потоков видео 8K ProRes 422.
Процессор Apple M3 Ultra поддерживает до 512 Гбайт объединенной памяти (ОЗУ + Видеопамять), и сам чип в максимальной конфигурации содержит 184 млрд транзисторов.

## Применение
Устройства, использующие Apple M3:
- MacBook Pro (14 дюймов, конец 2023) — с ноября 2023 года;
- iMac (24 дюйма, M3, 2023) — с ноября 2023 года (базовая версия имеет 8-ядерный GPU).
- MacBook Air (13 дюймов, M3, 2024) — c марта 2024 года (базовая версия имеет 8-ядерный GPU).
- MacBook Air (15 дюймов, M3, 2024) — c марта 2024 года.
- iPad Air (7-го поколения) — с марта 2025 года.

Устройства, использующие Apple M3 Pro:
- MacBook Pro (14 и 16 дюймов, конец 2023) — с ноября 2023 года.

Устройства, использующие Apple M3 Max:
- MacBook Pro (14 и 16 дюймов, конец 2023) — с ноября 2023 года.

Устройства, использующие Apple M3 Ultra:
- Mac Studio (2025) — с марта 2025 года.